# Nagaokakyō
Nagaokakyō (japanska: 長岡京市?, Nagaokakyō-shi) är en stad i Kyoto prefektur i Japan. Staden fick stadsrättigheter 1972